# جي. إتش. باكي
جي. إتش. باكي هو سياسي أمريكي، ولد في 21 أغسطس 1918، وتوفي في 17 يونيو 2006. نشط حزبياً في الحزب الجمهوري. وقد انتخب عضو جمعية ولاية ويسكونسن ‏.